# Jalgaon (Jamod)
Jalgaon (Jamod) é uma cidade  no distrito de Buldana, no estado indiano de Maharashtra.

## Demografia
Segundo o censo de 2001, Jalgaon (Jamod) tinha uma população de 26,275 habitantes. Os indivíduos do sexo masculino constituem 52% da população e os do sexo feminino 48%. Jalgaon (Jamod) tem uma taxa de literacia de 69%, superior à média nacional de 59.5%: a literacia no sexo masculino é de 75% e no sexo feminino é de 62%. Em Jalgaon (Jamod), 14% da população está abaixo dos 6 anos de idade.